# Oxycnemis franclemonti
Oxycnemis franclemonti är en fjärilsart som beskrevs av Blanchard 1968. Oxycnemis franclemonti ingår i släktet Oxycnemis och familjen nattflyn. Inga underarter finns listade i Catalogue of Life.